# Chiesa di San Tommaso Becket (Fidenza)
La chiesa di San Tommaso Becket, nota anche come pieve di Cabriolo, è un luogo di culto cattolico dalle forme romaniche situato nella piccola frazione di Cabriolo del comune di Fidenza, in provincia di Parma e diocesi di Fidenza; appartiene al gruppo delle pievi parmensi ed è sede di una parrocchia compresa nel vicariato di Fidenza.

## Storia
Sul luogo dell'attuale chiesa, fu innalzato già agli inizi dell'XI secolo un piccolo e modesto oratorio.
Nella seconda metà del XII secolo l'edificio e le terre circostanti furono donate, probabilmente da parte dei marchesi Pallavicino, ai cavalieri dell'ordine dei Templari, che vi costruirono una mansio, ossia una residenza con annessa fattoria, in origine dipendente dalla domus templare di San Giacomo di Cerro di Toccalmatto, non lontana da Fontanellato; il piccolo luogo di culto fu ricostruito in stile romanico con funzioni di cappella, nella tipica forma rotonda delle chiese appartenenti all'ordine cavalleresco.
Nel 1167 san Tommaso Becket sostò a Cabriolo durante il suo viaggio verso Roma; per onorarlo, la chiesa gli fu intitolata nel 1170, secondo la tradizione già il giorno successivo alla sua uccisione. Intorno al 1200 accanto al luogo di culto fu edificato un piccolo ospedale per i pellegrini che percorrevano la vicina Via Francigena.
Risale tuttavia solo al 1230 il primo documento che attesti l'esistenza della "ecclesia de Cacobrolo in plebe Burgi Sancti Domnini", all'epoca ancora dipendente dalla domus di Cerro di Toccalmatto.
In seguito al processo contro i cavalieri templari, nel 1309 la mansio fu depredata e incendiata; il complesso, in stato di rovina, fu dato in commendam ai Cavalieri dell'Ordine dell'Ospedale di San Giovanni di Gerusalemme, che soltanto tra la fine del XIV secolo e l'inizio del XV avviarono i lavori di ricostruzione della chiesa, riconvertendo la porzione orientale della rotonda nell'abside del nuovo edificio.
Nel corso del secolo successivo il luogo di culto divenne sede parrocchiale, in seguito alla perdita di prestigio dell'ordine cavalleresco.
Nel 1687 fu edificata la piccola cappella sul lato sud, per volere del tenente Angelo Ametti, all'epoca affittuario della commenda.
I cavalieri di Malta furono costretti ad abbandonare Cabriolo agli inizi del XIX secolo, a causa delle soppressioni napoleoniche degli ordini religiosi; la chiesa fu allora alienata a privati.
Nel 1816 la facciata fu profondamente ristrutturata, mentre nel 1822 fu sopraelevata la base quattrocentesca del campanile.
Nel 1909 la chiesa fu completamente restaurata, mentre nel 1922 fu riscoperta sulla parete interna sinistra la fascia di affreschi gotici nascosta sotto gli intonaci aggiunti nei secoli. Nel 1928 fu completato il campanile con l'edificazione della cella campanaria, mentre nel 1954 fu riaperta l'antica monofora posta al centro dell'abside, che fu copiata per la costruzione delle due finestre adiacenti.
Il tempio fu nuovamente restaurato nel 1968, ma agli inizi del XXI secolo l'edificio iniziò a mostrare evidenti tracce di cedimenti strutturali; si resero quindi necessari altri lavori di ristrutturazione e consolidamento, che interessarono le fondazioni, il pavimento, il sagrato e gli interni; la chiesa fu riaperta al culto all'inizio del 2016.

## Descrizione

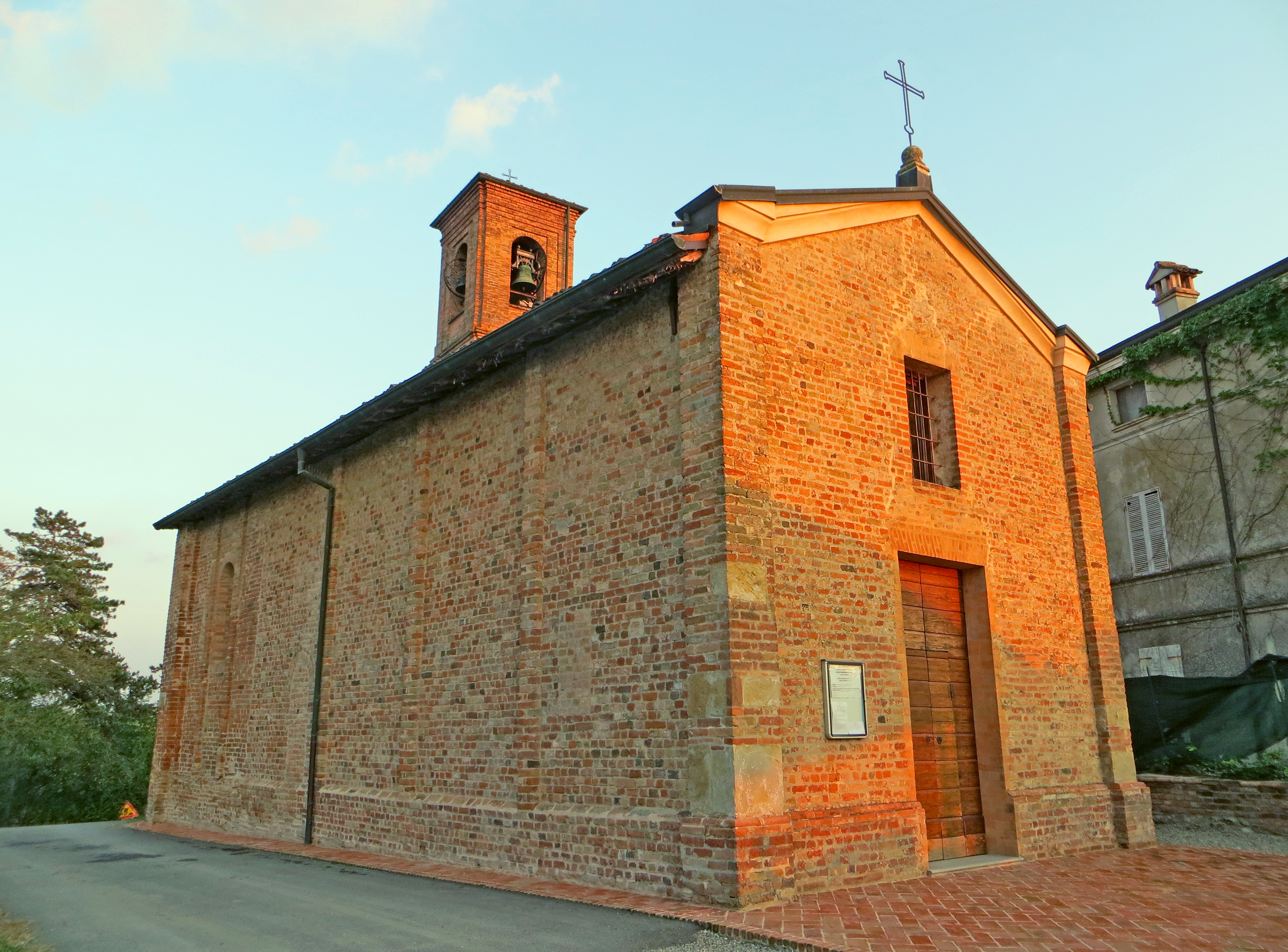
Facciata e lato nord

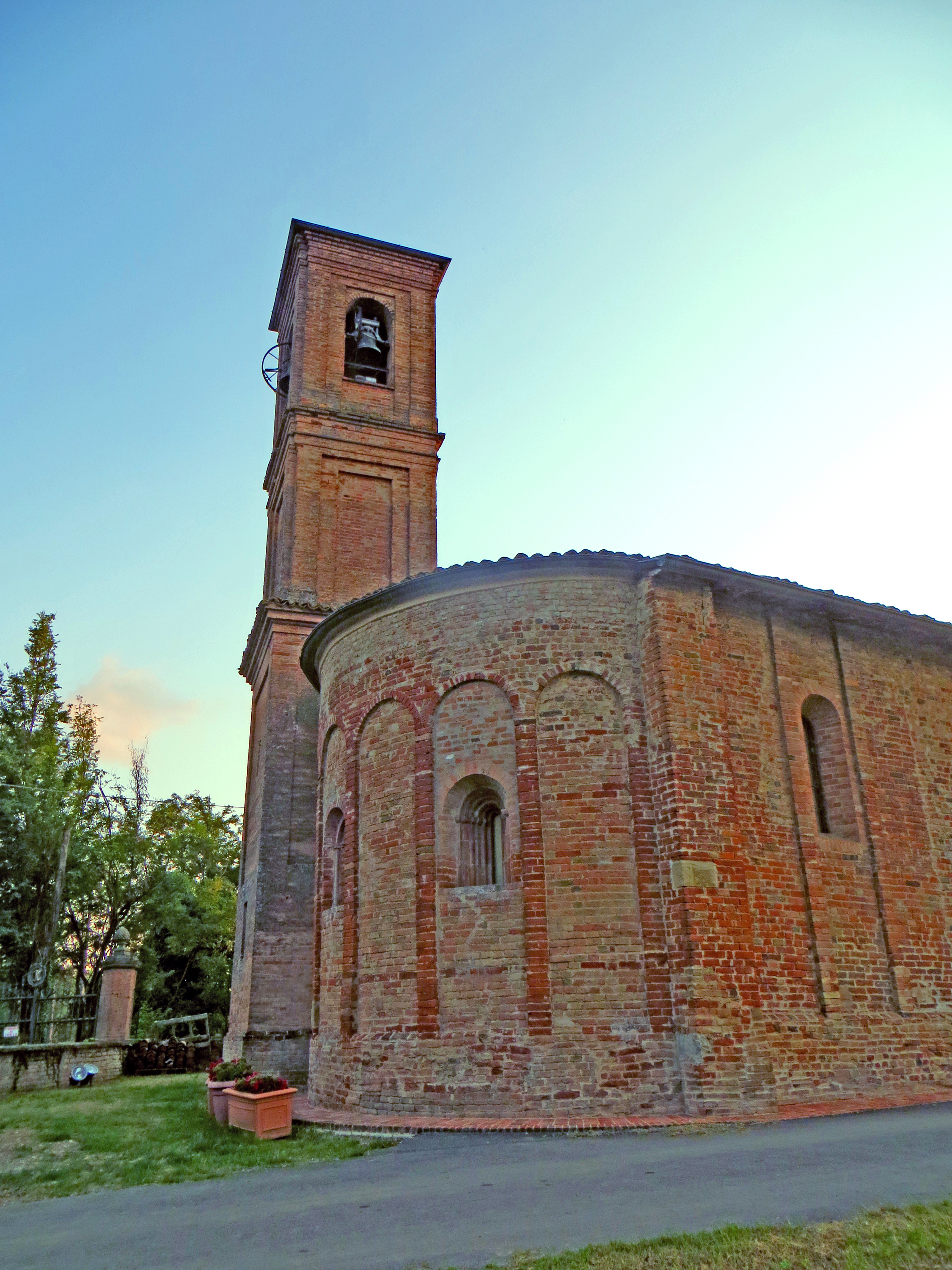
Abside e campanile

La pieve, posizionata sulla sommità di un piccolo colle naturale, si sviluppa su un impianto a navata unica, con ingresso a ovest e abside a est; dal lato sud aggetta un avancorpo contenente una piccola cappella dedicata alla Beata Vergine delle Grazie e due locali della sagrestia.
La facciata a capanna, interamente rivestita in laterizio come il resto dell'edificio, è caratterizzata dalla semplicità delle linee: due lesene inquadrano il prospetto, al cui centro si aprono il portale d'ingresso privo di cornice e, sopra di esso, una piccola finestra rettangolare.

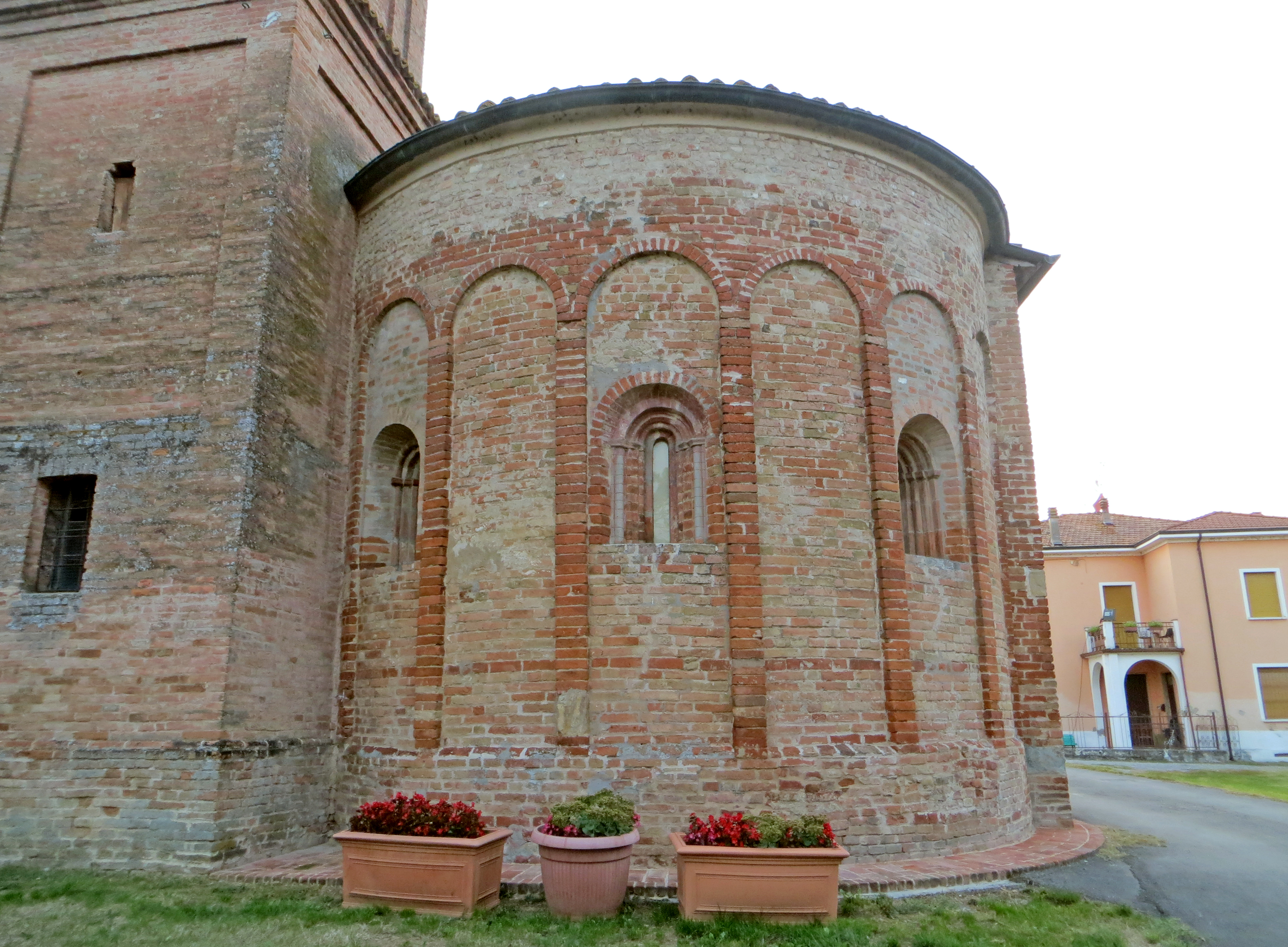
Abside

Il fianco sinistro, scandito da alcune lesene, presenta un'unica apertura, un'alta monofora strombata ad arco a tutto sesto collocata in corrispondenza del presbiterio; il lato opposto è caratterizzato dalla presenza dell'avancorpo seicentesco, che si distingue per l'intonacatura.
Sul retro l'abside costituisce la porzione più antica dell'intero edificio, in quanto parte della rotonda innalzata dai templari nella seconda metà del XII secolo; è decorato con una serie di lesene e 7 piccole arcate cieche a tutto sesto, tre delle quali inquadrano pregevoli monofore in cotto profondamente strombate, di cui solo quella centrale risalente alla struttura originaria.
Accanto si erge il campanile, edificato in varie epoche successive; sopra alla base quattrocentesca, la torre è ornata con cornici e lesene in laterizio, che la suddividono in tre porzioni sovrapposte, di cui l'ultima, contenente la cella campanaria, si apre sui quattro lati con ampie finestre ad arco a tutto sesto.
All'interno la navata, intonacata e coperta da un soffitto a capriate lignee, è caratterizzata dalla presenza di un affresco quattrocentesco sulla parete sinistra; il dipinto si presenta oggi parzialmente deteriorato in quanto, benché restaurato, parzialmente lacunoso e diffusamente danneggiato da scalpellature, che furono effettuate in un'epoca imprecisata per consentire l'adesione dello strato di intonaco che lo coprì per secoli. La fascia raffigura la Santissima Trinità, San Michele Arcangelo, la Crocefissione, San Giovanni Battista, Sant'Antonio abate, San Martino, San Francesco d'Assisi e due committenti inginocchiati ai loro piedi. Due elementi rendono l'affresco gotico particolarmente raro: la Santissima Trinità è rappresentata attraverso tre angeli che consumano un pasto, secondo canoni molto più comuni alle chiese ortodosse che a quelle cattoliche; accanto san Michele arcangelo è inoltre ritratto mentre sostiene una bilancia per pesare le anime: la psicostasia costituiva un soggetto difficilmente raffigurato in Italia in epoca medievale, in quanto proprio della cultura egizia; delle scarse riproduzioni della pesatura delle anime, un'altra si trova non molto distante da Cabriolo, nella chiesa di San Biagio a Talignano, piccola frazione di Sala Baganza.
All'inizio della navata, sopra all'antico affresco ne è presente un altro più piccolo realizzato nel XVII secolo, che rappresenta il Battesimo di Cristo, dipinto all'interno di una finta cornice. L'aula ospita inoltre un dipinto ad olio raffigurante San Giovanni Battista che appare a San Tommaso di Canterbury, realizzato da Carlo Angelo Dal Verme nel 1782.
Il presbiterio è collocato in posizione leggermente sopraelevata, grazie alla presenza di due gradini che lo rialzano rispetto alla navata; al centro si erge l'altare maggiore, mentre sul lato destro si apre la piccola cappella della Beata Vergine delle Grazie, decorata con alcuni affreschi seicenteschi.